# A.F.C. Sudbury
Câu lạc bộ bóng đá Sudbury là một câu lạc bộ bóng đá bán chuyên nghiệp có trụ sở tại Sudbury, Suffolk, Anh. Câu lạc bộ được thành lập vào năm 1999 bởi sự hợp nhất của Sudbury Town vàSudbury Wanderers, quá trình này dẫn đến tên gọi Amalgamated Football Club Sudbury và tiếp tục giành chức vô địch giải Eastern Counties League Premier Division năm mùa liên tiếp cũng như lọt vào trận chung kết FA Vase trong ba mùa liên tiếp, tạo nên những kỷ lục cho cả hai giải đấu. Đội hiện là thành viên của Southern League Premier Division Central và chơi tại Sân vận động King's Marsh ở khu vực Ballingdon-Brundon của Sudbury.

## Lịch sử
A.F.C. Sudburyđược thành lập vào ngày 1 tháng 6 năm 1999 bởi sự hợp nhất của hai câu lạc bộ trước đó của thị trấn là Sudbury Town (thành lập năm 1885) và Sudbury Wanderers (thành lập năm 1958). Câu lạc bộ mới chơi trên sân của Wanderers, và ban đầu được quản lý bởi Keith Martin của Wanderers.
Trong mùa giải đầu tiên, 1999-2000, Sudbury đã kết thúc ở vị trí thứ ba trong Eastern Counties League Premier Division. Năm mùa giải tiếp theo đều dẫn đến việc Sudbury giành chức vô địch Premier Division - một kỷ lục của giải đấu. Sudbury đã không được thăng hạng ở bất kỳ cơ hội nào trong số này, mặc dù có quyền. Trong giai đoạn này Sudbury đã có một chuỗi thành tích tốt tại các giải đấu cúp quốc gia. Vào mùa giải 2000-01 câu lạc bộ đã lọt vào vòng Một của Cúp FA, nơi họ bị Darlington đánh bại 6-1. Họ đã lọt vào bán kết FA Vase 2001-02, trước khi bị Tiptree United đánh bại. Ba mùa giải tiếp theo chứng kiến Sudbury lọt vào trận chung kết mỗi năm (kỷ lục Vase), nhưng lần nào cũng bị đánh bại bởi Brigg Town năm 2003 (sau đó Martin rời câu lạc bộ và được thay thế bởi Gary Harvey), Winchester City năm 2004 và Didcot Town năm 2005. Tuy nhiên, câu lạc bộ đã giành được Suffolk Premier Cup 3 lần, vào các mùa giải 2001-02, 2002-03 và 2003-04.
Những hạn chế về tài chính khi sở hữu hai sân đã khiến ban lãnh đạo không đăng ký được thăng hạng cho đến đầu mùa giải 2005-06. Sau khi về thứ ba trong mùa giải 2005-06, một mùa giải mà họ đã giành được Eastern Counties League Cup, và vượt qua cuộc kiểm tra mặt sân cần thiết, Sudbury đã được mời thăng hạng vào giải Isthmian League Division One North đang hồi sinh, sau khi tái cấu trúc National League System. Hành động pháp lý có thể xảy ra từ Northern Premier League gần như đã ngăn cản động thái này, nhưng Sudbury đã bắt đầu mùa giải 2006-07 ở giải đấu mới. Đội ngũ quản lý của Gary Harvey và Michael Cheetham, những người đã tiếp quản đội bóng, cả hai đều từ chức trước khi mùa giải có thể bắt đầu, lần lượt với lý do công việc và cam kết gia đình. Giám đốc mới Mark Morsley được bổ nhiệm vào tháng 5 năm 2006, ký hợp đồng từ Needham Market. Mùa giải đầu tiên của Sudbury ở cấp độ này đã chứng kiến câu lạc bộ kết thúc ở vị trí thứ năm, đủ điều kiện cho họ tham dự trận play-off thăng hạng. Sau khi đánh bại Enfield Town trong trận bán kết, Sudbury đã để thua Harlow Town trong loạt sút luân lưu. Sudbury một lần nữa đủ điều kiện tham dự vòng play-off vào mùa giải 2007-08, đứng thứ hai trong bảng, nhưng đã bị đánh bại trong trận bán kết bởi đội thắng cuối cùng là Canvey Island. Vào cuối mùa giải, huấn luyện viên Morsley từ chức, và được thay thế bởi trợ lý Nicky Smith.
Sudbury được chuyển đến Southern League Division One Midlands cho mùa giải 2008-09 sau khi tái cấu trúc hệ thống bóng đá Anh. Sau hai mùa giải ở giữa bảng, câu lạc bộ đã được chuyển trở lại Isthmian League Division One North cho mùa giải 2010-11. Smith từ chức vào tháng 9 năm 2011 và được thay thế bởi trợ lý Chris Tracey. Vào đầu mùa giải 2013-14, Sudbury bổ nhiệm huấn luyện viên Wroxham là David Batch làm huấn luyện viên mới, sau khi Chris Tracey rời câu lạc bộ. Sudbury lọt vào trận chung kết Isthmian League Cup vào tháng 4 năm 2014, nhưng để thua Maidstone United 3-0 trên sân khách. Batch rời đi để gia nhập St Neots Town vào cuối năm 2014, và được thay thế bởi Jamie Godbold. Godbold đã dẫn dắt câu lạc bộ cán đích ở vị trí thứ ba và đủ điều kiện tham dự vòng play-off, nơi họ bị đánh bại bởi Brentwood Town trong trận bán kết. Mùa giải tiếp theo Sudbury đã vô địch giải đấu với 3 trận còn lại, giành quyền thăng hạng lên Premier Division. Thời gian ở lại giải của họ chỉ kéo dài một mùa giải khi bị xuống hạng trở lại Division One North vào cuối mùa giải, lần xuống hạng đầu tiên của câu lạc bộ. Mark Morsley trở lại làm quản lý đội đầu tiên vào đầu mùa giải 2017-18..

### Thành tích từng mùa giải
| Mùa giải  | Hạng đấu                                 | Thứ hạng | Sự kiện chính                                           |
| --------- | ---------------------------------------- | -------- | ------------------------------------------------------- |
| 1999-2000 | Eastern Counties League Premier Division | 3/21     | -                                                       |
| 2000-01   | Eastern Counties League Premier Division | 1/22     | Vô địch, từ chối thăng hạng                             |
| 2001-02   | Eastern Counties League Premier Division | 1/22     | Vô địch, từ chối thăng hạng                             |
| 2002-03   | Eastern Counties League Premier Division | 1/23     | Vô địch, từ chối thăng hạng                             |
| 2003-04   | Eastern Counties League Premier Division | 1/22     | Vô địch, từ chối thăng hạng                             |
| 2004-05   | Eastern Counties League Premier Division | 1/22     | Vô địch, từ chối thăng hạng                             |
| 2005-06   | Eastern Counties League Premier Division | 3/22     | Thăng hạng                                              |
| 2006-07   | Isthmian League Division One North       | 5/22     | Thua trận chung kết play-off                            |
| 2007-08   | Isthmian League Division One North       | 2/22     | Thua trận bán kết play-off; chuyển sang Southern League |
| 2008-09   | Southern League Division One Midlands    | 12/22    |                                                         |
| 2009-10   | Southern League Division One Midlands    | 14/22    | Chuyển sang Isthmian League                             |
| 2010-11   | Isthmian League Division One North       | 7/21     |                                                         |
| 2011-12   | Isthmian League Division One North       | 8/22     |                                                         |
| 2012-13   | Isthmian League Division One North       | 17/22    |                                                         |
| 2013-14   | Isthmian League Division One North       | 10/24    |                                                         |
| 2014-15   | Isthmian League Division One North       | 3/24     | Thua trận bán kết play-off                              |
| 2015-16   | Isthmian League Division One North       | 1/24     | Vô địch, thăng hạng                                     |
| 2016-17   | Isthmian League Premier Division         | 23/24    | Xuống hạng                                              |
| 2017-18   | Isthmian League North Division           | 12/24    |                                                         |
| 2018-19   | Isthmian League North Division           | 8/20     |                                                         |
| 2019-20   | Isthmian League North Division           | -        | Mùa giải bị hủy bỏ do đại dịch COVID-19                 |

## Các đội khác

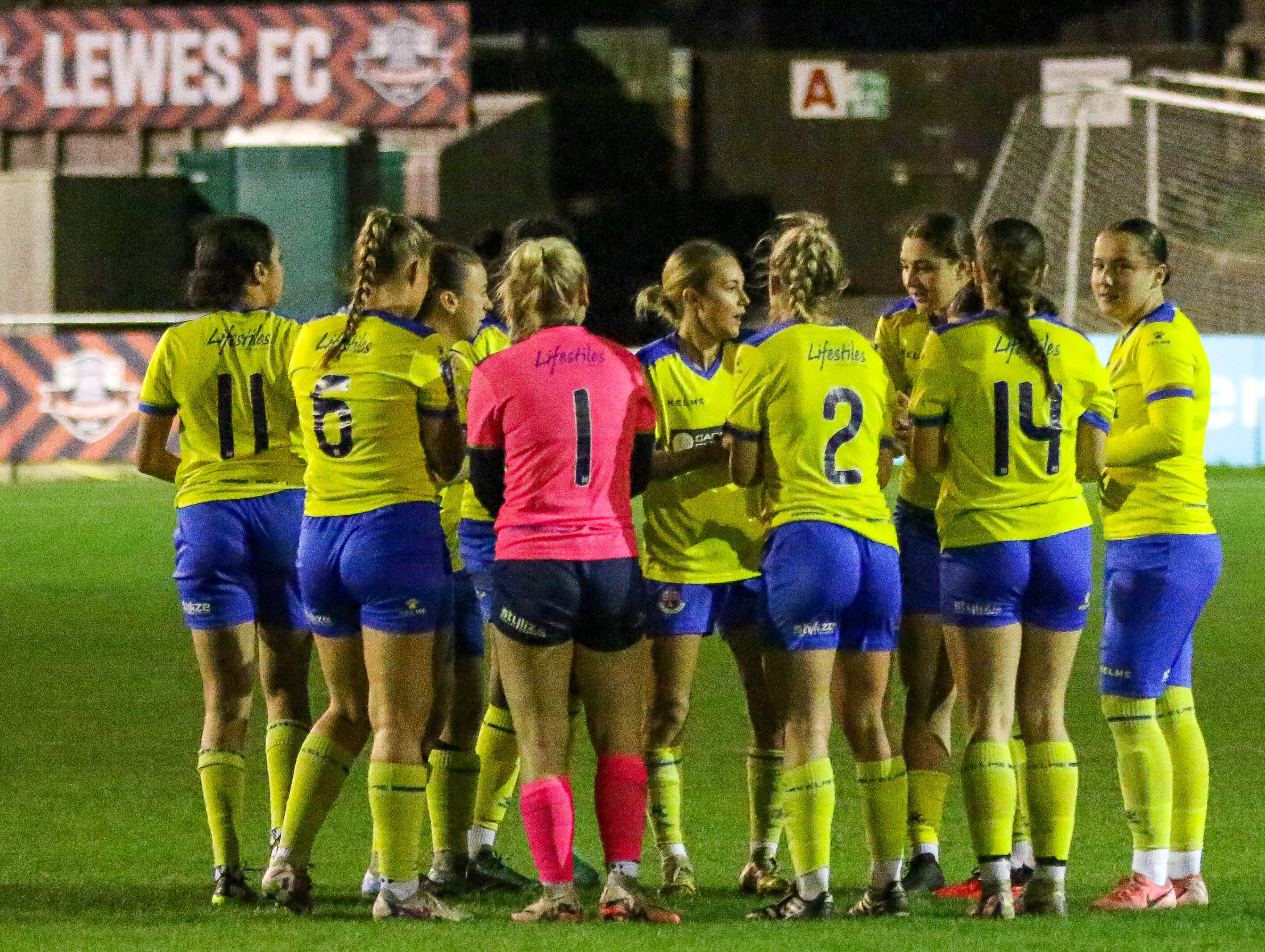
Đội nữ của câu lạc bộ A.F.C. Sudbury

### Đội dự bị
A.F.C. Sudbury Dự bị ban đầu chơi ở khu vực Dự bị của Eastern Counties League trước khi gia nhập Division One của giải đấu vào đầu mùa giải 2013-14, tại thời điểm đó, đội được đổi tên thành Đội dự bị / U-21 AFC Sudbury. Trong mùa giải thứ hai của đội ở Division One, họ đã giành được First Division Knock-Out Cup, sau khi đánh bại Great Yarmouth Town 1-0.

### Đội nữ
A.F.C. Sudbury Nữ tiếp quản vị trí của Sudbury Wanderers tại Division Two của Eastern Region Women's Football League vào năm 1999. Tuy nhiên, họ đã bỏ giải vào cuối mùa giải 2001-02. Họ trở lại giải đấu vào năm 2010, và được xếp vào Division One North. Sau khi được thăng hạng từ Division One North vào cuối mùa giải 2014-15, hiện tại thi đấu ở Premier Division.

### Đội trẻ
Đội học viện của câu lạc bộ thi đấu ở  Eastern Counties Youth League, trong khi có hai đội dưới 19 tuổi trong Football Conference Youth Alliance. Ngoài đội dưới 16 tuổi, nó có các đội trẻ cho các nhóm tuổi từ 7 đến 13 hàng năm.

## Màu sắc và huy hiệu
Màu sắc của A.F.C. Sudbury là màu vàng và xanh lam, giống như màu của Sudbury Town. Trang phục thứ hai của câu lạc bộ, thường là khi thi đấu trên sân khách, toàn bộ là màu đỏ với viền trắng, mặc dù trong các mùa giải trước, các màu khác đã được sử dụng, chẳng hạn như toàn bộ màu trắng trong mùa giải 2007-08.
Huy hiệu câu lạc bộ là huy hiệu của Sudbury, có hình một con chó hoạt thạch với chiếc lưỡi thè ra. Điều này đã được tăng cường với một biểu ngữ có tên câu lạc bộ vào đầu năm 2018.

## Sân vận động

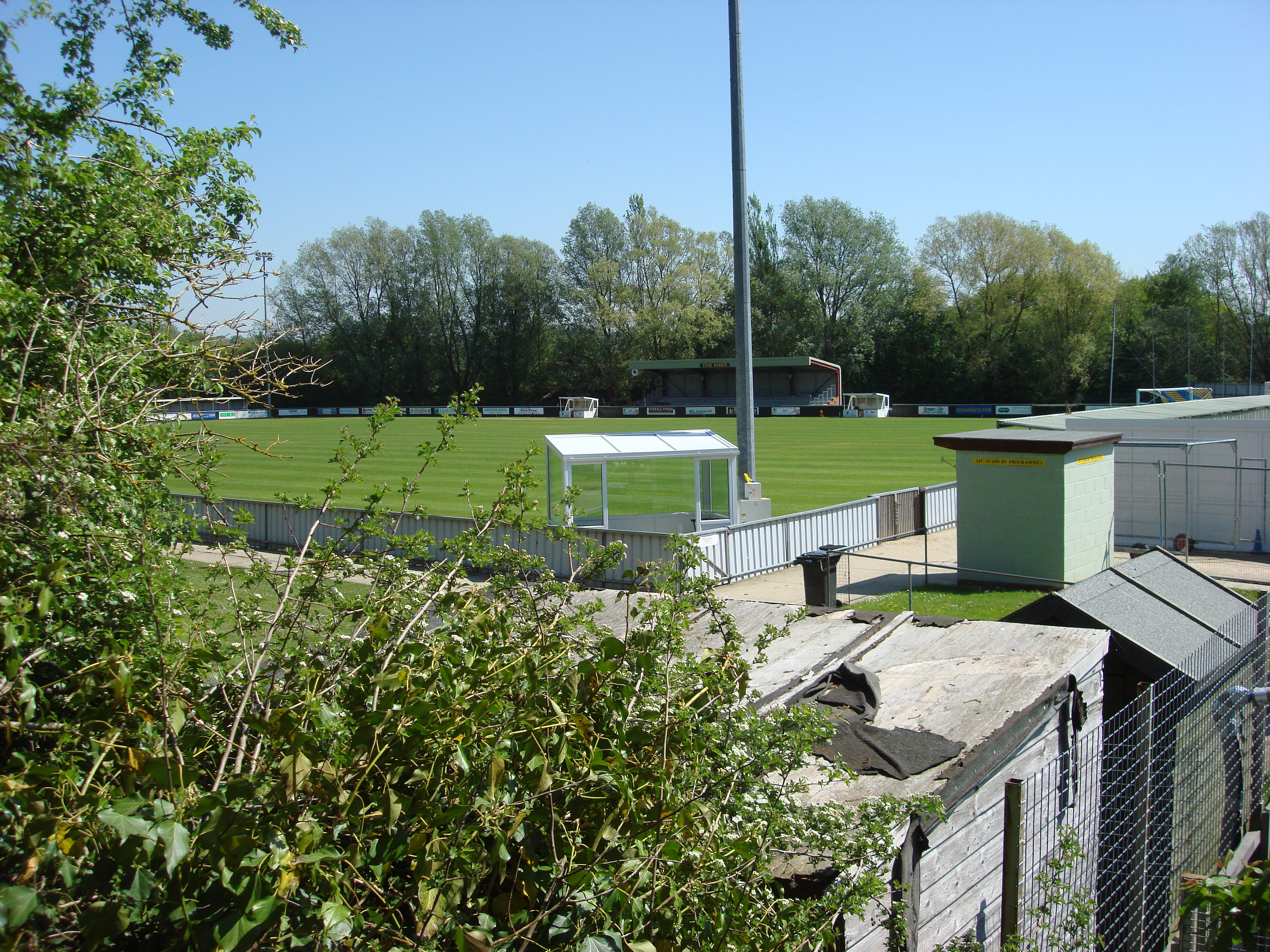
Sân vận động Kings Marsh

A.F.C. Sudbury chơi các trận sân nhà của họ tại Sân vận động King's Marsh ở khu vực Ballingdon-Brundon của Sudbury, trước đây là sân nhà của Sudbury Wanderers. Từ tháng 6 năm 2010 đến tháng 8 năm 2014, do một thỏa thuận tài trợ, sân có tên chính thức là Sân vận động MEL Group. Vào thời điểm đội hình của AFC Sudbury trên sân bao gồm hai sân, một khu tập luyện, nhà câu lạc bộ, đèn pha, khán đài 200 chỗ ngồi ở phía Tây của sân chính và các đầu có mái che phía sau các khung thành. Một sân thượng có sức chứa 300 người (the Shed) được xây dựng ở phía Đông của sân vào năm 2000 và là nơi chứa nhiều người hơn. Một câu lạc bộ mới, cũng bao gồm một trung tâm bóng đá và giáo dục cơ sở, được hoàn thành vào năm 2010. Sân được bao bọc hoàn toàn bởi hàng rào và có cửa quay ở lối vào chính.

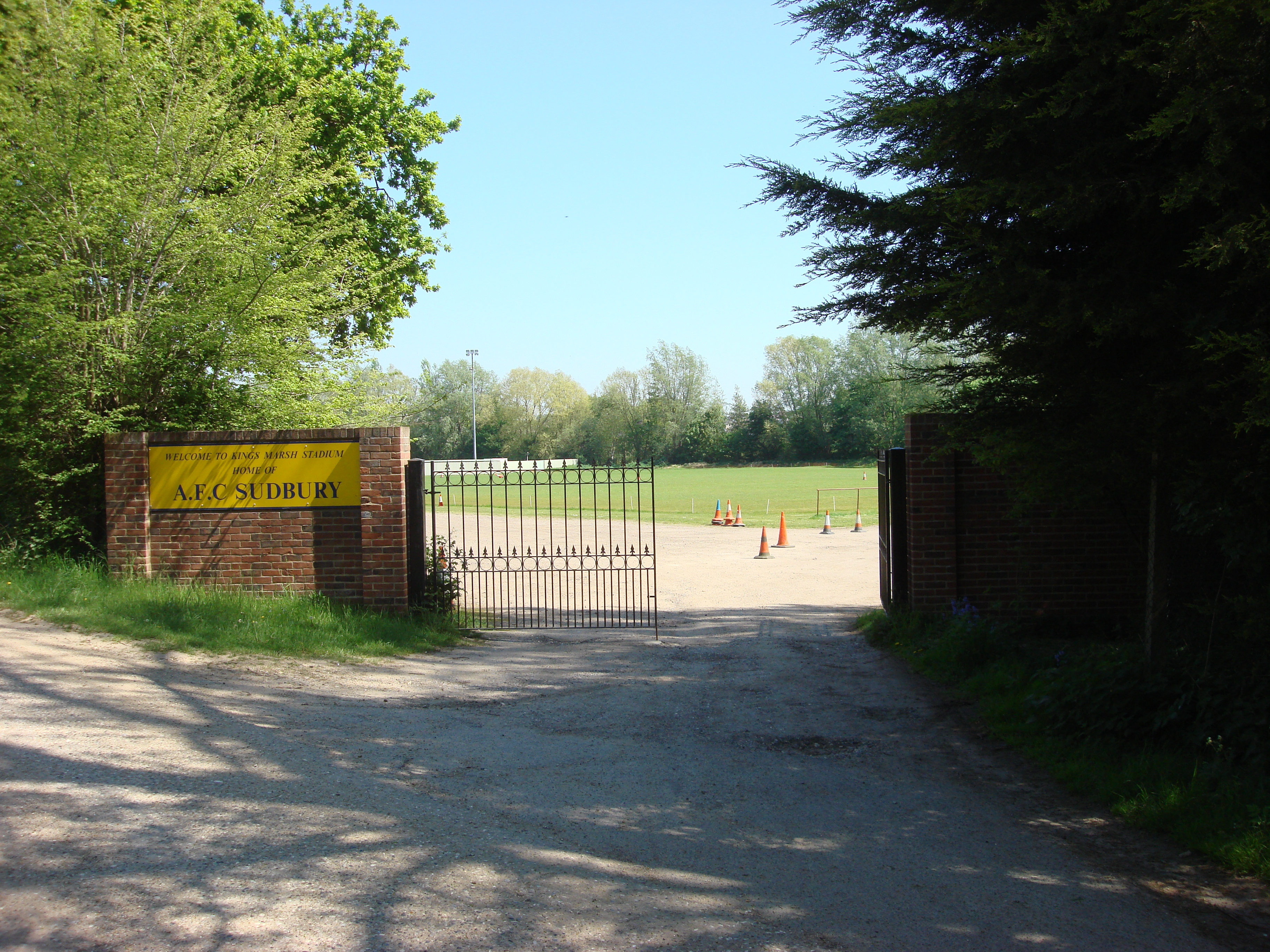
Lối vào sân vận động của A.F.C. Sudbury

A.F.C. Sudbury đã bán khu đất cũ của Thị trấn Sudbury, Sân vận động Priory, cho một nhà phát triển nhà ở vào tháng 6 năm 2007. Số tiền từ việc bán này được dành để trả các khoản vay và thuế lãi vốn, cũng như một câu lạc bộ mới và các phòng thay đồ. Việc cho phép lập kế hoạch xây dựng các cơ sở mới đã được Hội đồng quận Babergh cấp vào tháng 8 năm 2008, mặc dù các điều kiện khác nhau liên quan đến các vấn đề như ô nhiễm đất có thể xảy ra, giá trị khảo cổ của địa điểm, nguy cơ lũ lụt và thoát nước cần phải được giải quyết trước khi tiến hành bắt đầu.
Một sân cỏ nhân tạo 3G đã được lắp đặt trước mùa giải 2015-16.

## Danh hiệu
- Isthmian League
  - Vô địch Division One North 2015-16[21]
- Eastern Counties League
  - Vô địch Premier Division 2000-01, 2001-02, 2002-03, 2003-04, 2004-05[3]
  - Vô địch League Cup 2005-06[8]
- Suffolk Premier Cup
  - Vô địch 2001-02, 2002-03, 2003-04[8]

## Kỉ lục
- Thành tích tốt nhất tại Cúp FA: Vòng Một, 2000-01[3]
- Thành tích tốt nhất tại FA Trophy: Vòng Một, 2006-07, 2008-09, 2010-11, 2014-15[3]
- Cầu thủ ra sân nhiều nhất: Paul Betson, 376[1]
- Cầu thủ ghi nhiều bàn thắng nhất: Gary Bennett, 172[1]
- Kỉ lục số khán giả: 1.800[33]